# Ceraia peraccae
Ceraia peraccae är en insektsart som beskrevs av Griffini 1896. Ceraia peraccae ingår i släktet Ceraia och familjen vårtbitare. Inga underarter finns listade i Catalogue of Life.